# Calluna vulgaris
Calluna es un pequeño género monotípico de plantas fanerógamas pertenecientes a la familia Ericaceae. Su única especie, Calluna vulgaris, es natural de Europa, norte de África y América donde crece en terrenos estériles y ácidos como turberas y landas. Popularmente se le llama brecina, brezo o biércol.

## Distribución y hábitat

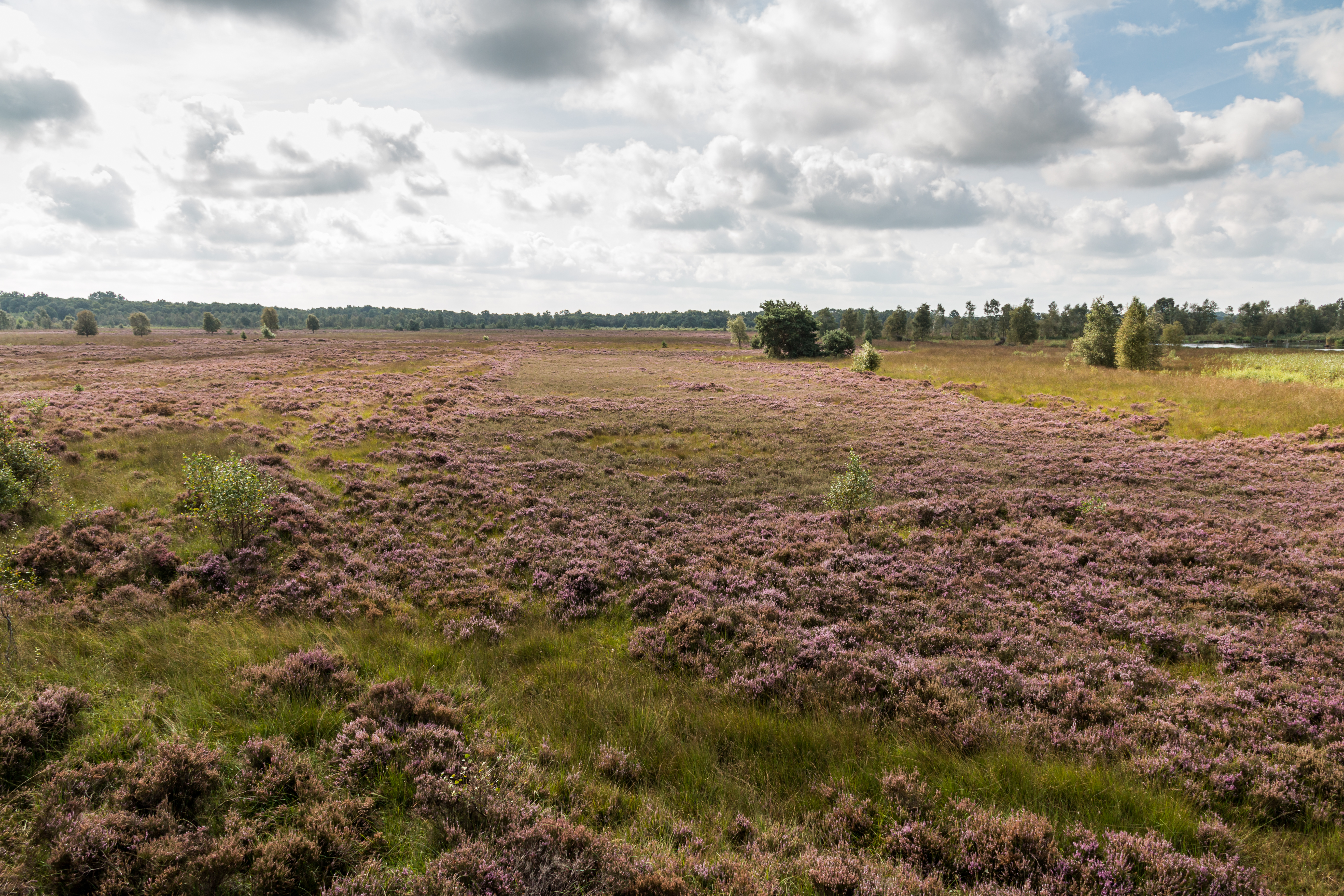
Brezal en floración en Alemania

Es natural de Europa, norte de África y América, muy difundida en terrenos estériles y ácidos como turberas y landas. Su uso como combustible inicial (para avivar la llama) en los hogares más pobres del Mediterráneo ha limitado su extensión y crecimiento desde hace mucho tiempo en el sur de Europa.
Es una planta que vive en matorrales y landas. Crece en suelos acidófilos, no calcáreos y soleados. Es más frecuente encontrarla en los claros de los bosques aunque tampoco es extraño encontrarla en zonas de escasa insolación. Se puede localizar desde el nivel del mar hasta los 2600 metros aunque es más usual encontrarla en zonas montañosas. La presencia de esta planta en un bosque representa un gran empobrecimiento del suelo de este.

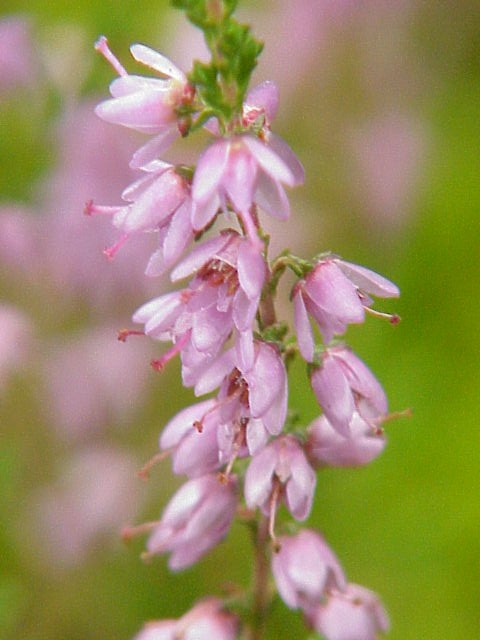
Flores.

## Descripción
Es un subarbusto de 20-50 cm de altura que presenta gran cantidad de ramas erguidas de color marrón rojizo, con hojas pequeñas y muy numerosas con flores también muy pequeñas de color rosa púrpura que forman un racimo terminal. 

## Propiedades
- Astringente y antiséptico intestinal por sus taninos.
- Diurética y antiséptica de las vías urinarias.
- Oficinal en la Edad Media (como Herba Ericae).
- Posee acción sedante sobre el sistema nervioso central.

## Cultivo
Para cultivar la brecina son necesarios espacios soleados y poca agua. Es conveniente que al empezar y al finalizar la época de crecimiento, es decir, a principio de primavera y final de verano, se añada un poco de abono orgánico. También hay que tener en cuenta que se puede ver afectada por hongos provocados por un exceso de humedad. Su floración se produce entre principios de julio en la alta montaña y ya entrado otoño en la tierra baja. La brecina se utiliza mucho en jardinería como planta ornamental.

## Uso alimentario
Se puede destacar la calidad de la miel que se obtiene a partir del néctar de las flores de brecina. La "miel de brezo" es utilizada a nivel industrial.

## Taxonomía

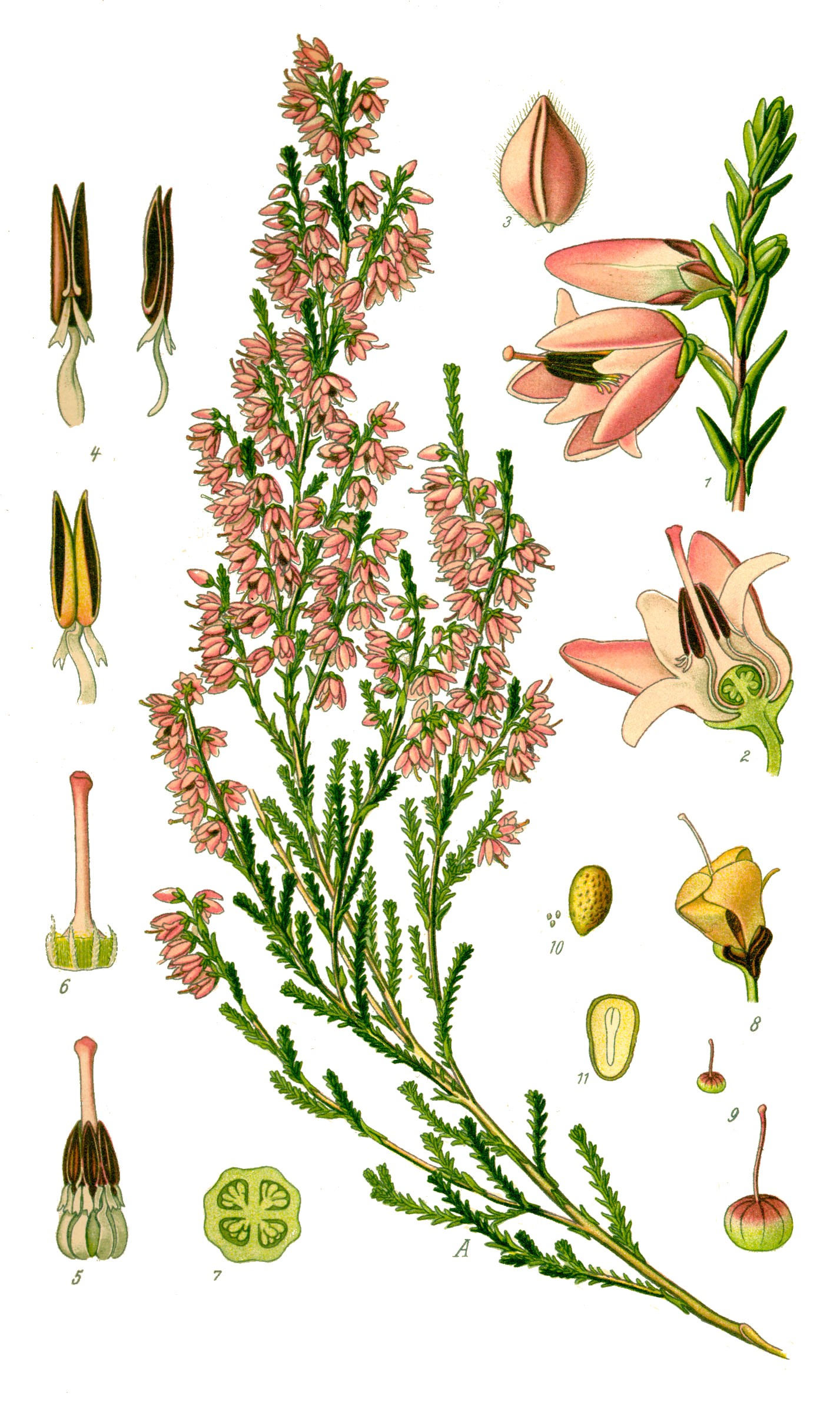
Ilustración de Otto Wilhelm Thomé.

Calluna vulgaris fue descrita por (L.) Hull y publicada en British Flora, or a Linnaean Arrangement of British Plants 1: 114. 1808.
Etimología
El origen del nombre genérico Calluna deriva de la palabra griega que significa "barrer" ya que la planta se utilizaba para hacer escobas como sucedía en el Valle del Rudrón (Burgos).  
El nombre específico vulgaris proviene de la palabra en latín "común".
Sinonimia
- Calluna   vulgaris   var.   pubescens   W.D.J.Koch
- Erica vulgaris var. alba Weston
- Calluna sancta Gand. [1884]
- Calluna sagittifolia var. hirsuta Gray [1821]
- Calluna pyrenaica Gand. [1884]
- Calluna oviformis Gand. [1875]
- Calluna olbiensis Albert
- Calluna erica var. condensata (Lamotte) Rouy [1908]
- Calluna erica proles olbiensis (Albert) Rouy [1908]
- Calluna erica proles beleziae (Rouy) Rouy [1908]
- Calluna brumalis Gand. [1884]
- Calluna beleziana Rouy [1895]
- Calluna atlantica Seemen [1866]
- Calluna alpestris Gand. [1884]
- Ericoides vulgaris (L.) Merino [1906]
- Erica vulgaris L. [1753]
- Calluna sagittifolia Gray [1821]
- Calluna erica DC.[2]
- Calluna beleziae Rouy
- Calluna erica var. hirsuta (Gray) Rouy in Rouy & Foucaud
- Calluna sagittifolia Gray
- Erica sagittifolia var.  villosa Stokes
- Erica sagittifolia Stokes[3]

## Nombres comunes
- Argaña, aulaga, azuleja, bercol, berecilla, bereza, berezo, berezo negro, bermeja, bierco, biercol, biercol merino, biércol, biércol merino, bércol, brécol, brecina, brecinilla, brezo, brezo común, brezo de lastra, bruga, bruza, campanita, carpaza, charliza, cherliz, chupe, escobas de brecina, escobas mogarizas, ganzo, garbeña, gato, gorbiza, mogariza, olaga, orbezo, pan de queso, paraíso, perrito, pica la miel, queiriño, querihuela, quirihuela, quiroga, quirola, quírola, reguarno, reguazno, sardino, tanarro, uces, urce, urcias, urcina, urz.[3]